# Triclistus areolatus
Triclistus areolatus là một loài tò vò trong họ Ichneumonidae.